# Alícia a l'Espanya de les meravelles
Alícia a l'Espanya de les meravelles és una pel·lícula catalana rodada per Jordi Feliu entre 1977 i 1978, i estrenada el 18 de gener del 1979. Es tracta d'una adaptació lliure del conte Alícia en terra de meravelles, de l'escriptor victorià Lewis Carroll, utilitzada per a denunciar el règim franquista. La pel·lícula es va estrenar en castellà i al cap de vuit anys va mostrar-se'n la versió catalana, que és la que s'havia previst d'antuvi. La pel·lícula va fer un important recorregut internacional: va ser seleccionada per la Quinzena de Realitzadors del Festival de Cannes, a Sitges i a São Paulo, on va ser premiada, també a París, Nova York i Porto, entre d'altres.

## Argument
El film comença amb una Alícia profundament adormida en una tarda estiuenca a la vora d'un riu. Quan la protagonista creu despertar, es troba amb una eròtica conilleta negra amb forma de dona que crida la seva atenció. Tot empaitant-la, la segueix endinsant-se en un recorregut simbòlic al llarg dels quaranta anys de dictadura.

## Valor històric
La pel·lícula és un conte per a adults que mostra a través d'imatges oníriques, properes al surrealisme, la vida a l'Espanya franquista, tractant temes com la guerra civil, l'estraperlo, la censura, el fanatisme religiós, la indiferència per part de la comunitat internacional davant la falta de llibertats i el seu col·laboracionisme amb el règim, fins a la mort de Franco.
Està ple de símbols, com la plaça de toros que representa una Espanya presa pel poder franquista i l'església, o una Alícia interpretada per tres actrius diferents, que representen les diferents varietats dialectals de la llengua catalana.
Tot i que és una pel·lícula rodada fa més de trenta anys i que ha perdut vigència en alguns aspectes cinematogràfics, es tracta d'un film ben narrat, amb un tractament de la imatge impactant i imaginatiu. L'obra ha estat considerada el "primer atac frontal del cinema espanyol contra el franquisme".

## Repartiment
- Mireia Ros - primera Alícia
- Sílvia Aguilar - segona Alícia
- Montserrat Móstoles - tercera Alícia
- Conxita Bardem - Alícia adulta
- Jennifer Bertrac - conillet
- Rafael Anglada - el jardiner baixet
- Pau Bizarro - àngel de la guarda
- Alfred Luccheti - estafador